# Aghberk
Aghberk (en arménien Աղբերք ; anciennement Aghbulagh) est une communauté rurale du marz de Gegharkunik, en Arménie. Elle compte 249 habitants en 2008.